# Olgierd Grott
Olgierd Świętowit Grott (ur. 1975) – polski politolog, doktor habilitowany nauk społecznych, profesor uczelni Uniwersytetu Jagiellońskiego, wykładowca w Instytucie Nauk Politycznych i Stosunków Międzynarodowych UJ.

## Kariera naukowa
22 listopada 2005 r. uzyskał na Wydziale Studiów Międzynarodowych i Politycznych UJ stopień doktora nauk humanistycznych w dyscyplinie nauk o polityce na podstawie pracy Partie faszystowskie i narodowosocjalistyczne w Polsce, której promotorem był Jacek Majchrowski. 27 stycznia 2015 r. uzyskał na tym samym wydziale i w tej samej dyscyplinie stopień doktora habilitowanego na podstawie dorobku naukowego i rozprawy Instytut Badań Spraw Narodowościowych i Komisja Naukowych Badań Ziem Wschodnich w planowaniu polityki II Rzeczypospolitej Polskiej na Kresach Wschodnich.
W macierzystym instytucie pełni funkcję kierownika Katedry Historii Polskiej Myśli Politycznej.

## Publikacje
- Faszyści i narodowi socjaliści w Polsce, Kraków 2007
- Przedhitlerowskie korzenie nazizmu, czyli dusza niemiecka w świetle filozofii i religioznawstwa, red. B. Grott, O. Grott, Warszawa 2018